# 인페르노 (2016년 영화)
《인페르노》(영어: Inferno)는 론 하워드 감독의 2016년 스릴러 영화이다. 댄 브라운의 동명 소설을 원작으로 하며, 감독의 전작인 《다빈치 코드》(2006), 《천사와 악마》(2009)의 속편이다. 톰 행크스가 전작에 이어 로버트 랭던 역으로 출연하며 펄리시티 존스가 여주인공 시에나 브룩스 박사 역을 맡았다. 이 외에 오마르 시, 벤 포스터, 이르판 칸이 출연한다.

## 줄거리
성좌가 반물질 위협에 대처하는 것을 돕고 얼마 후, 하버드 대학교 교수 로버트 랭던은 이탈리아 피렌체의 한 병실에서 깨어난다. 그는 지난 며칠 동안의 기억이 없지만 지옥 같은 환영에 시달린다. 그를 돌보는 의사 시에나 브룩스는 그가 머리에 총상을 입어 기억상실증을 앓고 있다고 밝힌다. 간호사는 경찰이 랭던을 심문하기 위해 와 있다고 말하지만, 그 경찰관은 암살자 바옌타로 밝혀지고, 그녀는 복도를 올라오면서 간호사를 쏜다. 브룩스는 랭던이 탈출하도록 돕고, 그들은 그녀의 아파트로 도망친다.
랭던의 소지품에서 랭던과 브룩스는 패러데이 포인터, 즉 산드로 보티첼리의 지옥의 지도를 개조한 미니어처 이미지 프로젝터를 발견하는데, 이는 단테의 인페르노를 기반으로 한다. 그들은 곧 이것이 트랜스휴머니즘 천재 과학자이자 뛰어난 유전학자이자 거물인 베르트랑 조브리스트가 남긴 흔적의 첫 번째 단서라는 것을 깨닫는다. 그는 지구의 증가하는 인구를 줄이기 위해 엄격한 조치가 필요하다고 믿었으며, 3일 전 이스탄불에서 무장한 정부 요원들에게 쫓기다가 자살했다.
랭던과 브룩스는 단테에 집착했던 조브리스트가 세계 인구의 절반을 말살할 잠재력을 지닌 "인페르노"라는 생물학적 초강력 무기를 만들었다는 것을 알아낸다. 그 동안 그들은 바옌타와 정부 요원들에게 추적당하고 있었고, 그들은 아파트를 급습하려고 하여 그들은 다시 도망쳐야 했다. 정부 요원들은 랭던의 오랜 연인이었던 엘리자베스 신스키가 이끌고 있다. 바옌타는 그녀의 고용주이자 "컨소시엄"이라는 사설 보안 회사의 CEO인 해리 심스에게 보고하는데, 그는 조브리스트를 대신하여 행동하며, 랭던이 방해가 되었기 때문에 그를 죽이라는 지시를 내린다.
랭던의 단테 작품과 역사에 대한 지식, 그리고 피렌체의 숨겨진 통로에 대한 지식 덕분에 두 사람은 피렌체와 베네치아의 다양한 장소로 이어지는 편지와 문구와 같은 단서들을 따라갈 수 있었고, 의도치 않게 바옌타를 죽이고 요원들을 피했다. 도중에 랭던은 자신이 친구가 단테의 데스 마스크를 훔치고 숨기는 데 도움을 주었음을 알게 되는데, 이것은 중요한 단서이자 그 역시 기억하지 못하는 사건이다. 조브리스트는 심스에게 공격에 대한 비디오 메시지를 제공했는데, 이는 무기가 풀린 후에 방송될 예정이었다. 그 내용에 충격을 받은 심스는 발병을 막기 위해 신스키와 동맹을 맺는다. 그러나 랭던과 브룩스는 신스키와 함께 일하는 크리스토프 부샤르에게 연락을 받는데, 그는 신스키가 이중 스파이이며 자신의 이익을 위해 인페르노를 노리고 있다고 경고한다. 세 사람은 잠시 협력하지만, 랭던은 부샤르가 거짓말을 하고 인페르노로 이익을 얻으려 한다는 것을 깨닫고, 두 사람은 다시 혼자 도망쳐야 했다.
랭던은 공격이 이스탄불의 아야 소피아에서 이루어진다는 것을 알아낸다. 그 지식을 가지고 브룩스는 랭던을 버리고, 자신이 조브리스트의 연인이었으며 무기 방출을 확실히 할 것이라고 밝힌다. 조브리스트와 브룩스는 보물찾기 게임을 하곤 했다. 이 흔적은 조브리스트에게 뭔가 일이 생겼을 경우를 대비한 백업 계획이었다. 랭던은 부샤르에게 다시 붙잡히지만 심스는 부샤르를 죽이고 랭던을 구출하며, 랭던은 패러데이 포인터의 이미지를 해석하는 데 도움을 요청했던 신스키와 다시 팀을 이룬다. 심스는 조브리스트가 사망했을 때 브룩스에게 랭던을 납치하고 기억 상실을 유도하기 위해 벤조디아제핀을 투여하도록 고용되었다고 밝힌다. 병원에서의 사건들은 모두 꾸며진 것이었다.
그들은 무기가 이스탄불의 예레바탄 사라이에 수중으로 숨겨진 비닐봉투 안에 있다는 것을 추론한다. 랭던, 심스, 신스키가 합류한 요원 팀은 봉투를 찾아 확보하기 위해 달려가고, 브룩스와 조브리스트의 다른 추종자들은 봉투를 파열시키고 무기를 에어로졸화시키기 위해 폭발물을 터뜨리려 한다. 심스는 한 추종자를 무력화시키고 다른 한 명을 죽이지만, 랭던의 간청을 거부하고 수중 폭발을 수동으로 유도하여 무기를 방출하는 브룩스에게 치명적으로 찔린다. 폭발은 봉투를 파열시키지만, 봉투는 신스키가 특수 격납 장치에 가두어 놓은 상태였다. 신스키와 랭던과 씨름하여 용기를 열려는 브룩스의 마지막 동료는 특수 부대에 의해 살해된다. 무기는 분석을 위해 확보되었고, 랭던과 신스키는 젊음의 이상주의와 인류의 미래에 대해 숙고한다. 랭던은 피렌체로 돌아가 비밀리에 단테의 데스 마스크를 돌려준다.

## 출연

### 주연
- 톰 행크스: 로버트 랭던(Robert Langdon) 역
- 펄리시티 존스: 시에나 브룩스(Sienna Brooks) 역
- 오마르 시: 크리스토프 부샤르(Christophe Bouchard) 역
- 벤 포스터: 베르트랑 조브리스트(Bertrand Zobrist) 역
- 이르판 칸: 해리 심스(Harry "The Provost" Sims) 역

### 조연
- 시세 바베트 크누센: 엘리자베스 신스키(Elizabeth Sinskey) 역
- 아나 울라루: 바옌사(Vayentha) 역
- 아이다 다르비슈: 마르타(Marta) 역
- 폴 리터: 심스의 수하 역
- 그자비에 로랑: 앙투안(Antoine) 역

## 기타
- 미술: 피터 웨넘
- 세트: 질 아지스
- 배역: 졸트 추터크
- 배역: 니나 골드